# Kanton Vicdessos
Der Kanton Vicdessos ist ehemaliger französischer Wahlkreis im Département Ariège und in der Region Midi-Pyrénées. Er umfasste zehn Gemeinden im Arrondissement Foix; sein Hauptort (frz.: chef-lieu) war Vicdessos. Die landesweiten Änderungen in der Zusammensetzung der Kantone brachten im März 2015 seine Auflösung.

## Gemeinden
| Gemeinde           | Einwohner (Stand: 2013) | Code postal | Code Insee |
| ------------------ | ----------------------- | ----------- | ---------- |
| Auzat              | 576                     | 09220       | 09030      |
| Gestiès            | 21                      | 09220       | 09134      |
| Goulier            | 40                      | 09220       | 09135      |
| Illier-et-Laramade | 22                      | 09220       | 09143      |
| Lercoul            | 25                      | 09220       | 09162      |
| Orus               | 225                     | 09220       | 09222      |
| Sem                | 24                      | 09220       | 09286      |
| Siguer             | 103                     | 09220       | 09295      |
| Suc-et-Sentenac    | 48                      | 09220       | 09302      |
| Vicdessos          | 543                     | 09220       | 09334      |